# جون غرين (عالم نبات)
جون غرين (بالإنجليزية: John Green)‏ هو عالم نبات أسترالي، ولد في 7 أكتوبر 1930 في Waverley, New South Wales ‏ في أستراليا.